# Limenitis cognata
Limenitis cognata är en fjärilsart som beskrevs av William Chapman Hewitson 1874. Limenitis cognata ingår i släktet Limenitis och familjen praktfjärilar. Inga underarter finns listade i Catalogue of Life.